# Jeff Agoos
Jeffrey Alan Agoos (* 2. května 1968) je bývalý americký fotbalový obránce. Po konci kariéry se dal na funkcionářské pozice, je viceprezidentem Major League Soccer. Agoos vyhrál rekordních 5 titulů v MLS, tři s D.C. United a dva se San Jose Earthquakes.

## Klubová kariéra
S fotbalem začínal na Univerzitě ve Virginii, kde čtyři roky působil pod trenérem Brucem Arenou. Po promoci hrál krátce za FC Dallas v LSSA a za Maryland Bays v A-League. V únoru 1991 byl vybrán na druhém místě draftu halového fotbalu týmem Dallas Sidekicks a na dva roky tak okusil halový fotbal. Na jaře 1994 působil v Los Angeles Salsa v APSL. Na podzim 1994 se přestěhoval do Německa, kde hrál za třetiligový SV Wehen. V roce 1995 se vrátil zpět do USA, kde podepsal smlouvu s Major League Soccer. Během čekání na rozjezd ligy pracoval jako asistent trenéra Areny na Univerzitě ve Virginii. V roce 1996 byl v tzv. Inaugural Allocations přiřazen do týmu D.C. United. Hned v prvním roce s D.C. vyhrál ligu i pohár. Další ligové tituly přidal v letech 1997 a 1999. V roce 2001 přestoupil do San Jose Earthquakes, kde získal další dva ligové tituly. Před koncem kariéry po sezoně 2005 působil krátce v MetroStars.
V roce 2001 získal Agoos cenu pro obránce roku, třikrát byl zvolen do nejlepší XI soutěže (1997, 1999 a 2001). V roce 2005 byl jmenován do nejlepší XI historie ligy.

## Reprezentační kariéra
Agoos poprvé reprezentoval USA na Makabejských hrách 1985, kde byl v 17 letech nejmladším hráčem klubu. První gól za reprezentaci si připsal 13. ledna 1988 proti Guatemale. Byl v širší sestavě pro MS 1994, byl ale posledním vyškrtnutým hráčem; na MS 1998 se sice dostal, ale neodehrál ani jednu minutu. První start na MS si tak připsal až v roce 2002 v prvním kole základní skupiny proti Portugalsku. V 71. minutě si vstřelil vlastní gól, Spojené státy i přesto vyhrály 3:2. Odehrál i zbývající dvě utkání, proti Polsku se ale zranil a do playoff už nenastoupil. Poslední start za reprezentaci si připsal 26. května 2003, celkem odehrál 134 utkání.

## Funkcionář
V červnu 2006 byl Agoos jmenován technickým ředitelem New York Red Bulls. V lednu 2008 byl povýšen na sportovního ředitele týmu. Dne 28. března 2011 začal pracovat jako technický ředitel Major League Soccer se zaměřením na plánování soutěže.